# Hyphodontia papillosa
Hyphodontia papillosa är en svampart som först beskrevs av Elias Fries, och fick sitt nu gällande namn av J. Erikss. 1958. Hyphodontia papillosa ingår i släktet Hyphodontia och familjen Schizoporaceae.   Inga underarter finns listade i Catalogue of Life.